# Mỹ Thành, Phù Mỹ
Mỹ Thành là một xã thuộc huyện Phù Mỹ, tỉnh Bình Định, Việt Nam.
Xã Mỹ Thành có diện tích 34,49 km², dân số năm 1999 là 9.473 người, mật độ dân số đạt 275 người/km². Ở đây có địa điểm nổi tiếng như Bãi Đăng, Vũng Bồi

## Hành chính
Xã Mỹ Thành được chia thành 9 thôn: Hòa Hội Bắc, Hòa Hội Nam, Hưng Lạc, Hưng Tân, Vĩnh Lợi 1, Vĩnh Lợi 2, Vĩnh Lợi 3, Xuân Bình Bắc, Xuân Bình Nam.